# آتسوموری
آتسوموری (به ژاپنی: 敦盛) یک نو ژاپنی کارِ سه‌آمی موتوکیو است.

## به فارسی
بهرام بیضایی و داریوش آشوری آتسوموری را از روی ترجمهٔ انگلیسی آرتور ویلی به فارسی درآورده و آذر ماهِ ۱۳۴۲ در شماره هفتم مجلّه آرش و تابستان ۱۳۴۳ در مجلّه موسیقی با افزوده‌هایی در حاشیه به ترجمهٔ سهراب سپهری از روی ترجمهٔ فرانسوی نوئل پری چاپ کرده‌اند. صورت نهایی ترجمه در کتاب نمایش در ژاپن آمده است.